# Cheung Kong (Holdings)
Cheung Kong (Holdings) Limited (HKEX: 0001) (Cheung Kong Holdings) er holdingselskabet i et af Hongkongs største konglomerater. I 2010 var konglomeratets omsætning på 32,863 mia. HKD og der var 9.500 ansatte, regnes datterselskaber og associerede selskaber med var der over 240.000 medarbejdere.
Bestyrelsesformanden for Cheung Kong Holdings er Li Ka-shing (李嘉誠), mens hans ældste søn Victor Li er administrerende direktør og næstformand i bestyrelsen.
Cheung Kong Holdings er en af største ejendomsudviklere i Hongkong indenfor beboelse, kontorer, detailhandel, industri og hoteller.
Li Ka Shing etablerede Cheung Kong Industries i 1950'erne som en plastproducent. Under hans ledelse voksede, virksomheden markant, og udviklede sig til et ejendomsudviklingsselskab. "Cheung Kong (Holdings) Limited" blev etableret i 1971.

## Datterselskaber
I Hongkong har koncernen i alt fem datterselskaber under Cheung Kong (Holdings) Limited (長江實業(集團)有限公司), som igen har datterselskaber under sig.
- Hutchison Whampoa Limited (和記黃埔有限公司).
  - Hutchison Telecommunications International Limited.
  - Hutchison Harbour Ring Limited HKEX: 0715.
- Cheung Kong Infrastructure Holdings Limited (長江基建集團有限公司).
- Power Assets Holdings Limited (tidligere HEH, 香港電燈集團有限公司).
- CK Life Sciences Int'l., (Holdings) Inc. (長江生命科技集團有限公司) HKEX: 0775.
- TOM Group Limited.
  - TOM Online Inc.

Cheung Kong Holdings koncernstruktur ses nedenfor:
Cheung Kong Holdings har været børsnoteret på Hong Kong Stock Exchange siden 1972. Det er er en ejendomsudviklingsvirksomhed og en virksomhed der investerer strategisk i langsigtede foretagender indenfor forskellige forretningsområder.
Virksomheden står sammen med Sun Hung Kai Properties som de dominerende på markedet for boliger til private, i 2010 var markedsandelen tilsammen på 70 %. Denne koncentration af udviklingen som er baseret på store enheder og virksomheder, skyldes at regeringen i Hongkong auktionerer landjord i store dyre blokke, hvilket gør det svært for små og mellemstore virksomheder ifølge Hong Kong Consumer Council.

## Hutchison Whampoa Ltd
Cheung Kong Holdings er den største aktionær i Hutchison Whampoa Limited (Hutchison Whampoa), med 49,97 %. Bestyrelsesformanden for Hutchison Whampoa er også Li Ka-shing. Hutchison Whampoa er blandt de største på Hong Kong Stock Exchange og selskabet driver forretninger i 55 lande. Det er et Hongkong-baseret multinationalt konglomerat som investerer indenfor fire kerneforretningsområder:
1. Havne og havnerelaterede services;
2. Telekommunikation;
3. Ejendom og hoteller;
4. Detailhandel; og
5. Energi, infrastruktur, investeringer og andet.

## Cheung Kong Infrastructure Holdings Ltd
Cheung Kong Infrastructure Holdings Limited (CKI) er den største diversificerede infrastrukturvirksomhed som er børsnoteret på Hong Kong Stock Exchange. Virksomheden fokuserer på udvikling, investering og drift af infrastruktur i lande som Kina, Australien og Storbritannien.
84,58 % af aktierne ejes af Hutchison Whampoa Limited.

## Power Assets Holdings Limited
Power Assets Holdings Limited har flere børsnoterede datterselskaber:
- Hongkong Electric Company Limited (HEC),
- Hongkong Electric International Limited (HEI),
- Associated Technical Services Limited (ATS); og
- nogle mindre datterselskaber.

38,87 % af aktierne ejes af Cheung Kong Infrastructure Holdings.

## CK Life Sciences Int'l., (Holdings) Inc.
44,30 % af aktierne i CK Life Sciences Int'l., (Holdings) Inc. (CK Life Sciences) ejes af Cheung Kong Holdings. CK Life Sciences er engageret i forskning, udvikling, marketing og salg af bioteknologi-produkter. Selskabets produkter kan kategoriseres i to:
1. Menneskelig sundhed og
2. Miljømæssig bæredygtighed.

## Ejendomme og hoteller
Nogle af Cheung Kong Holdingss afsluttede projekter er:
- Beboelse/sammenhængende udvikling: City One Shatin, Tierra Verde og Caribbean Coast Phase I – Monterey Cove.
- Hoteller: Harbour Plaza Resort City og Harbour Plaza North Point.
- Kontorbygninger: Cheung Kong Center, World-Wide House, Shun Tak Centre og The Center.
- Industri: Modern Warehouse.

### Ejendomsprojekter i Fastlandskina
Siden 1992 har Cheung Kong Holdings været med i en række joint ventures aftaler om udvikling af ejendomsprojekter i Fastlandskina. Der er projekter i Beijing, Tianjin, Changchun, Shenyang, Shanghai, Qingdao, Chongqing, Chengdu, Wuhan, Xian, Changsha, Guangzhou, Dongguan og Zhuhai. Der udvikles fortsat i Fastlandskina.

### Nuværende ejendomsprojekter i Hongkong
Nogle af de nuværende ejendomsprojekter i Hongkong er:
- The Legend at Jardine's Lookout
- Le Point, Tiu Keng Leng
- The Apex, Kwai Chung
- CASA 880, North Point
- Sausalito, Ma On Shan
- Celestial Heights, Ho Man Tin
- Metro Town, Tiu Keng Leng
- Central Park Towers, Tin Shui Wai
- Area 86, Tseung Kwan O (Package 1)
- Area 86, Tsueng Kwan O (Package 2)
- Festival City Phase 1,2 and 3 at Tai Wai Maintenance Centre
- Lot 2081 in DD109 at Kam Tin

## Øvrige investeringer
Udover kerneområderne som ejendomsudvikling er Cheung Kong Holdings og engageret i TOM Group Limited (sammen med Hutchison Whampoa), iMarkets Ltd, iBusiness Corporation Limited, CK Communications Ltd, Excel Technology International Holdings Ltd, mReferral Corporation (HK) Ltd and Beijing Net-Infinity Technology Development Co., Ltd.